# تريبتا

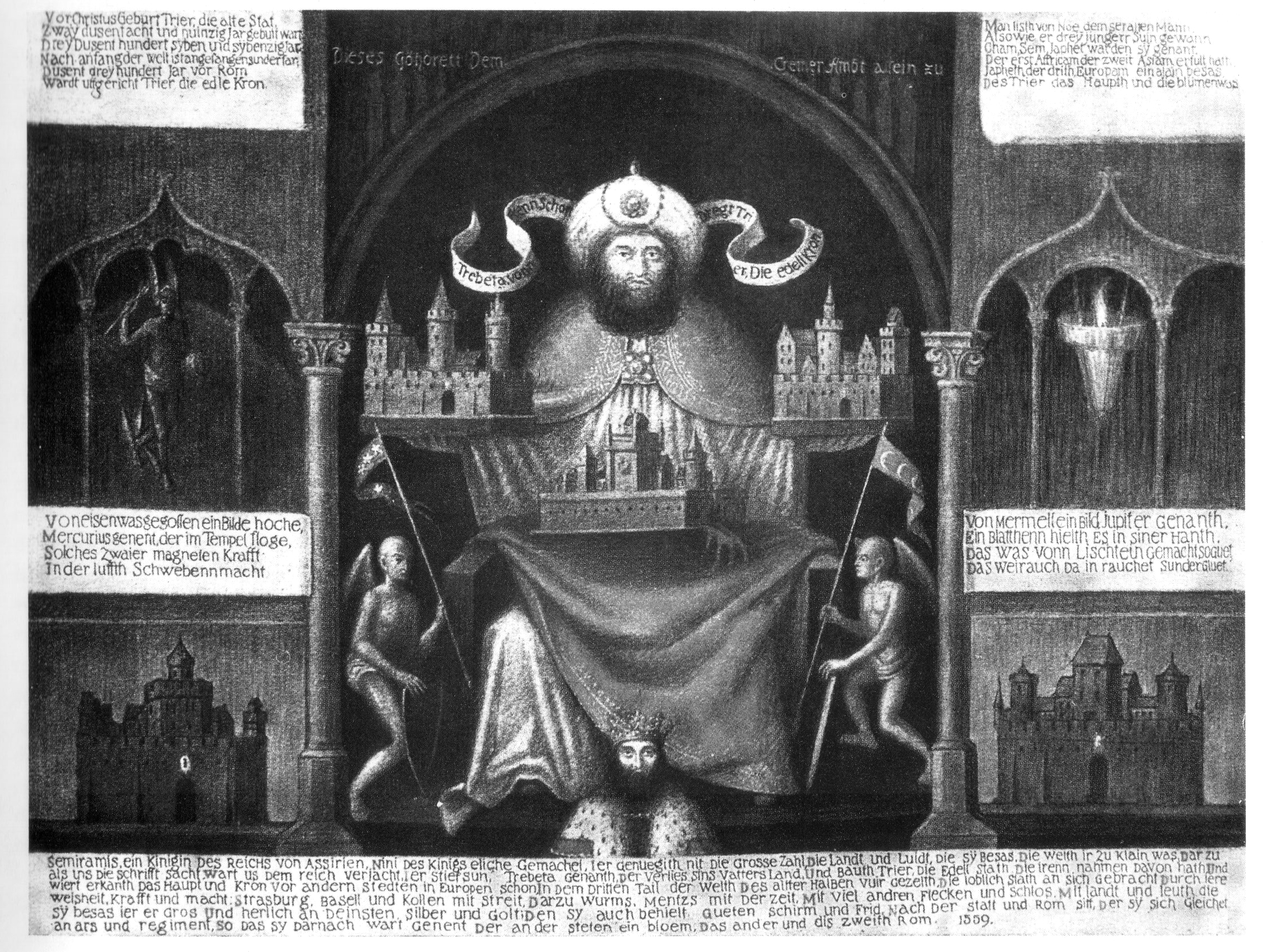
لوحة تصورية ل تريبيتا دمرت في الحرب العالمية الثانية

تريبتا (بالإنجليزية: Trebeta)‏ هو المؤسس الأسطوري لمدينة ترير الألمانية حسب ما كتب في «غستا تريفيريروم». قيل انه ابن نينوس ملك أشور. زوجة أبيه سميراميس كانت تكن له العداء لذلك عندما أصبحت ملكة أشور بعد موت نينوس هرب تريبتا مع صحبه ومجموعة من الحرفيين والبنائين إلى أوربا في عام 2000ق.م، وبعد فترة من التجوال فيها وصل إلى نهر الموزيل وقام ببناء مدينة ترير هناك.
وأطلق على المدينة اسم «تريفر» وهو الاسم القديم لترير، وقد سميت بهذا الاسم تيمنا بتريبتا. وحسب ما قيل في الكتاب المذكورأعلاه أن تريبتا قام ببناء فورمس وماينتز وكولونيا وسترازبورغ وبازل ومتز وشباير أيضا.
المؤرخ الألماني «يوهانس أفينتينوس» عارض فكرة أن تريبتا هو ابن نينوس قائلا: أنه ابن «مانوس» المفترض أن يكون ملك ألمانيا الثاني.

## قراءات مطوّلة
- Ilse Haari-Oberg (1994) Die Wirkungsgeschichte der Trierer Gründungssage vom 10. bis 15. Jahrhundert (The Received History of the Saga of the Founding of Treves from the 11th to the 16th Century)
- Wolfgang Binsfeld (1984) Die Gründungslegende. (The Founding Legend) in: Trier - Augustusstadt der Treverer., Mainz, ISBN 3-8053-0792-6